# Alfredo Carpio Becerra
Alfredo Carpio Becerra (Lima, 9 de febrero de 1919-Lima, ?) fue un militar y político peruano. General del Ejército del Perú. Fue ministro de Educación de 1971 a 1975, durante el gobierno militar del general Juan Velasco Alvarado. Durante su gestión ministerial se implementó la Reforma Educativa de 1972.

## Biografía
Nació en Lima, siendo sus padres Diego Carpio Guzmán y Elena Becerra de Carpio. Cursó su educación primaria en el Colegio Maristas y en el Colegio La Merced; y la secundaria en el Colegio Nacional Nuestra Señora de Guadalupe.
Ingresó a la Escuela Militar de Chorrillos en 1937 y egresó en 1940 como subteniente de infantería, integrando la Promoción “General Eléspuru”. Su promoción fue acelerada por la guerra contra el Ecuador de 1941. Fue enviado al teatro del conflicto, como oficial del Batallón de Infantería N.º 5. Participó en la batalla de Zarumilla y en la ocupación de territorio ecuatoriano.
Completó su formación profesional en la Escuela Superior de Guerra del Ejército; en el Centro de Altos Estudios Militares (CAEM), del que egresó en 1964; y en la Escuela Superior de Guerra Naval. En 1960, por resolución legislativa del Congreso, ascendió al grado de coronel.
Fue director de la Escuela Militar de Chorrillos, de enero de 1965 a diciembre de 1966. Fue también comandante general de la Segunda Región Militar.
El 27 de abril de 1971 juró como ministro de Educación del gobierno militar del general Juan Velasco Alvarado, que se autodenominaba Gobierno Revolucionario de la Fuerza Armada.
Como ministro de Educación, le correspondió dirigir la Reforma Educativa de 1972, uno de los puntales del gobierno del general Velasco. Esta reforma se dio mediante la Ley General de Educación, que creó la educación inicial, el bachillerato público, la educación especial para niños excepcionales, la educación bilingüe para los usuarios de lenguas nativas, la educación laboral técnica; así como promovió la construcción de escuelas y colegios en todo el país. Esta reforma fue el resultado de un año de preparación, en el que participó un equipo de técnicos encabezado por el doctor Augusto Salazar Bondy.
En 1975 pasó al retiro por ley, tras treinta y cinco años de carrera militar.